# مجی بیات
مجتبی بیات (زاده تهران، ۲۴ ژوئن ۱۹۷۴)، با نام رسمی آرنو بیات، تاجر ایرانی - فرانسوی است. او از سال ۲۰۱۷ رئیس فوتبال باشگاه فوتبال د نانت است. وی برادرزاده عباس بیات و برادر مهدی بیات است.

## زندگی‌نامه
موگی بیات متولد ایران است و در ۶ سالگی به آمریکا رفت و در آنجا به علت بیماری تحت معالجه قرار گرفت. یک سال بعد او و خانواده اش به فرانسه نقل مکان کردند.
بعدها بیات تاجر شد و مدیر برند آب میوه سانی لند فرانسه شد. او در سال ۲۰۰۳ به عنوان مدیر عامل باشگاه فوتبال باشگاه فوتبال رویال شارلوا منصوب شد.
از دسامبر ۲۰۱۰ بیات به عنوان دلال بازیکن فعال شد. او در نقل و انتقالات آنتونی لیمبومبه، کاوه رضایی، اوبی اولاره، لوکاس تئودورچیک، ماسیمو برونو، آدرین تربل، ساموئل کالو، بوباکار سانه، توماس فوکت و سایر بازیکنان تأثیر داشت.